# シュザンヌ・マネ
シュザンヌ・マネ（Suzanne Manet, 1829年10月30日 - 1906年3月8日）、旧姓シュザンヌ・レーンホフ（Suzanne Leenhoff）は、フランスの画家エドゥアール・マネの妻。

## 概要
シュザンヌ・レーンホフは、1849年頃、ピアノ教師としてマネ家に呼ばれ、エドゥアール・マネの弟ウジェーヌ・マネとギュスターヴ・マネにピアノのレッスンをしており、エドゥアールとも知り合った。当時、シュザンヌは21歳、エドゥアールは19歳であった。2人は交際を始め、1952年、シュザンヌは私生児レオン・コエラ＝レーンホフを生んだ。レオンは、エドゥアール・マネの子である可能性が大きいと考えられている。
シュザンヌは、マネの『驚くニンフ』（1860-61年）のモデルとなっている。
結婚に反対していたマネの父が亡くなって1年後の1863年10月、マネとシュザンヌは結婚した。マネの友人シャルル・ボードレールは、「彼の奥さんは美人で、とても気立てが良く、優れた芸術家だそうです。」、「1人の女性の中に、これほど多くの宝が隠されているとは、すごいことではないですか。」と書いている。また、シュザンヌをよく知るマネの友人ジュゼッペ・デ・ニッティスは、「マネ夫人は、非常に独特の雰囲気を持っていた。善良で、気取りがなく、純真なところが魅力的だった。物事に動じない穏やかさがあり、ちょっとした言葉の中に、手に負えない子供のような夫に対する深い愛情が感じられた。」と書いている。

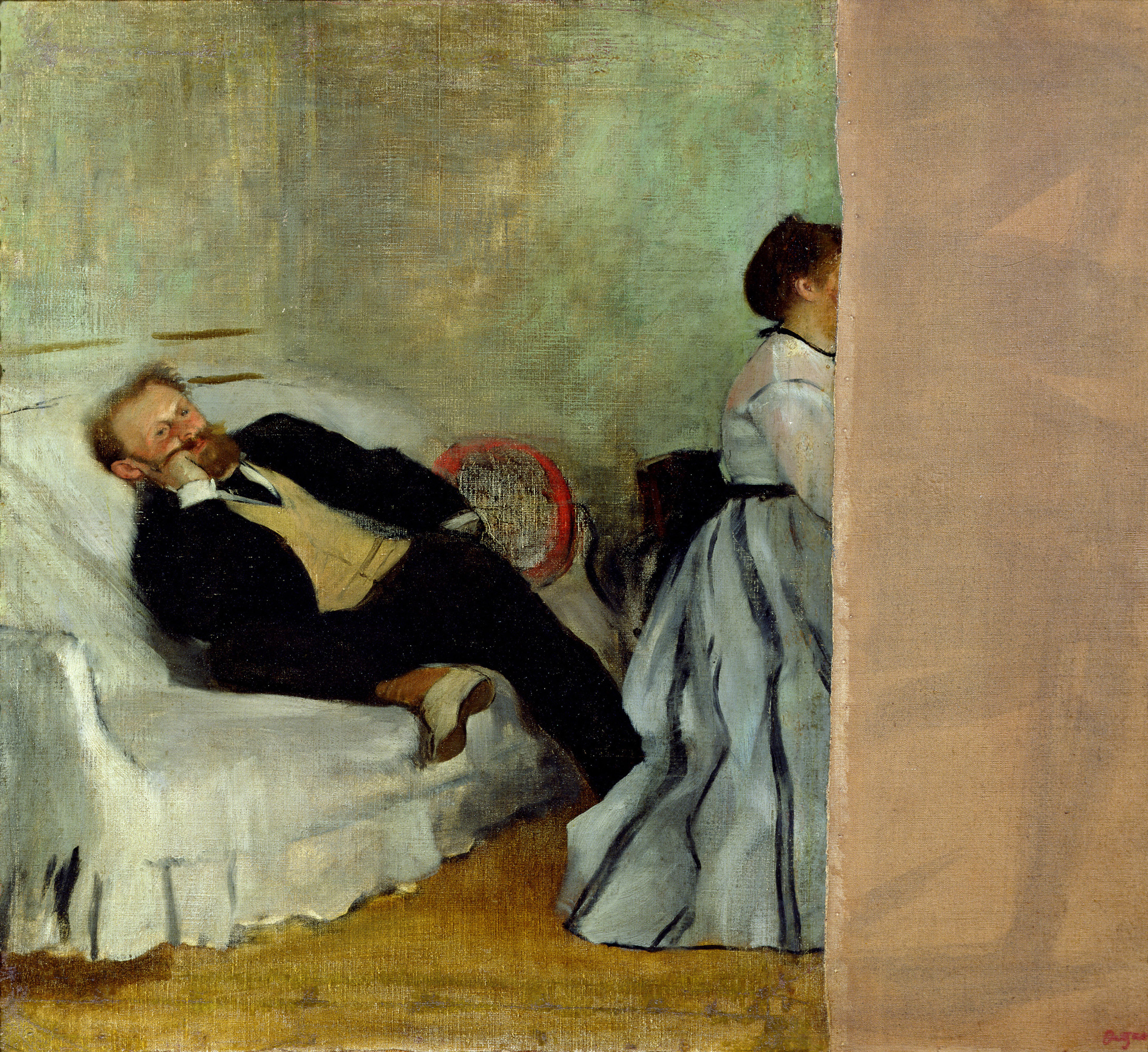
ドガ『マネとマネ夫人』1868-69年頃。油彩、キャンバス、65 × 71 cm。北九州市立美術館。

マネの友人エドガー・ドガは、1868年-69年頃、マネとピアノを弾くシュザンヌの2人を描いた作品をマネに贈ったが、マネは絵画に描かれた妻の顔の部分から縦に切断してしまった。妻の顔が気に入らなかったとも、夫婦に親密さが欠けていたためともいわれる。心理観察を得意とするドガは、夫婦間に漂う親密さとは異なる空気を鋭く捉えて描いたらしい。ドガは絵の惨状をマネの家で目にして激怒し、描き直すためにキャンバスを右側に継ぎ足したが、結局描かれないまま終わった。
1870年7月、普仏戦争が勃発すると、マネは、プロイセン軍のパリ侵攻に備えて、家族をピレネー山脈のオロロン＝サント＝マリーに疎開させた。パリにとどまったマネは、シュザンヌに、パリの惨状を伝えつつ、「いとしいシュザンヌ、ぼくは長い時間をかけてきみの写真を探した。ようやく客間のテーブルの引き出しのなかにアルバムを見つけて、きみのいとしい顔を見ることができるようになった。今夜、ぼくはきみの声に呼ばれたと思って目が覚めた。パリに残っている人間は、非常に少なくなった。」と書いた手紙を送っている。
マネは、普仏戦争後の第三共和政の時代もサロン・ド・パリへの出展を続けたが、1880年頃から左脚の壊疽に苦しみ、1883年、亡くなった。その当時、マネへの評価は高まっていたとはいえ、画壇の中では批判的な見方も多かった。
シュザンヌは、1888年末頃、お金に困り、『オランピア』をアメリカ人に売却しようとした。マネの代表作の国外流出を憂えたクロード・モネが募金活動を行い、『オランピア』を買い取った上でリュクサンブール美術館に寄贈した。

## シュザンヌがモデルとなったマネの作品

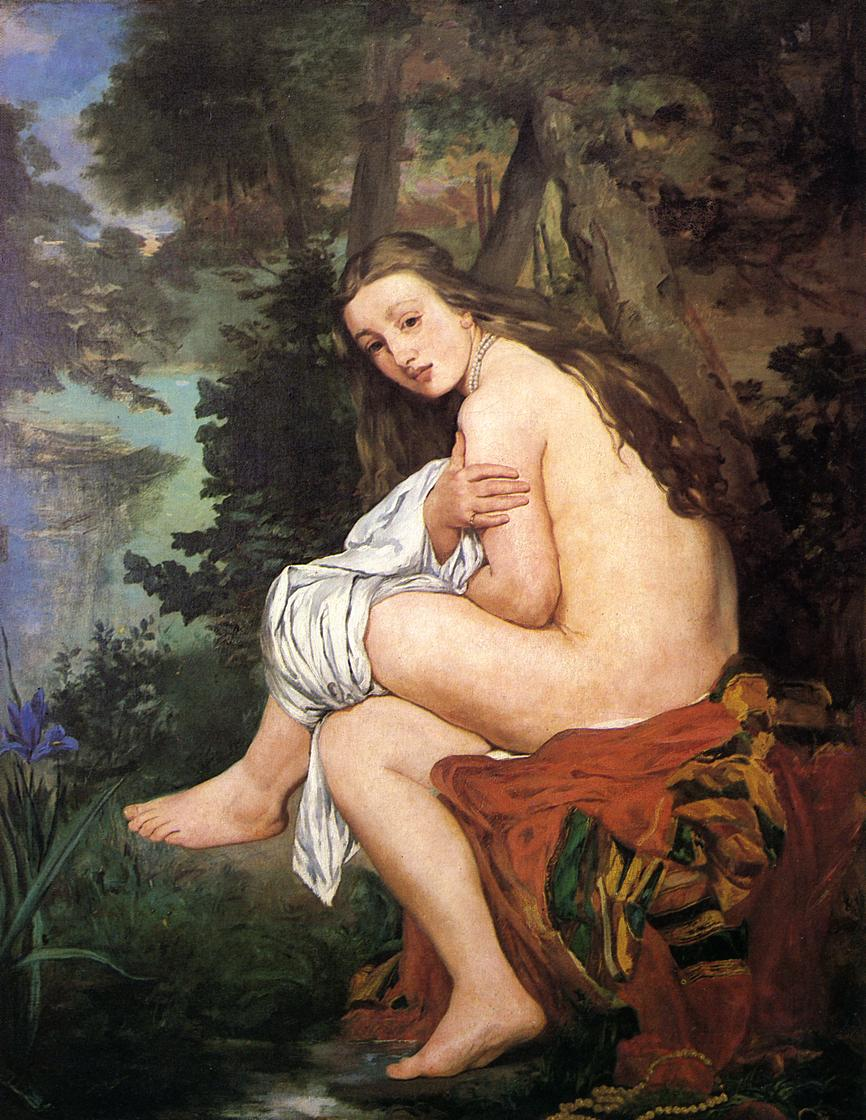
『驚くニンフ（英語版）』1860-1861年。油彩、キャンバス、146 × 114 cm。ブエノスアイレス国立美術館。
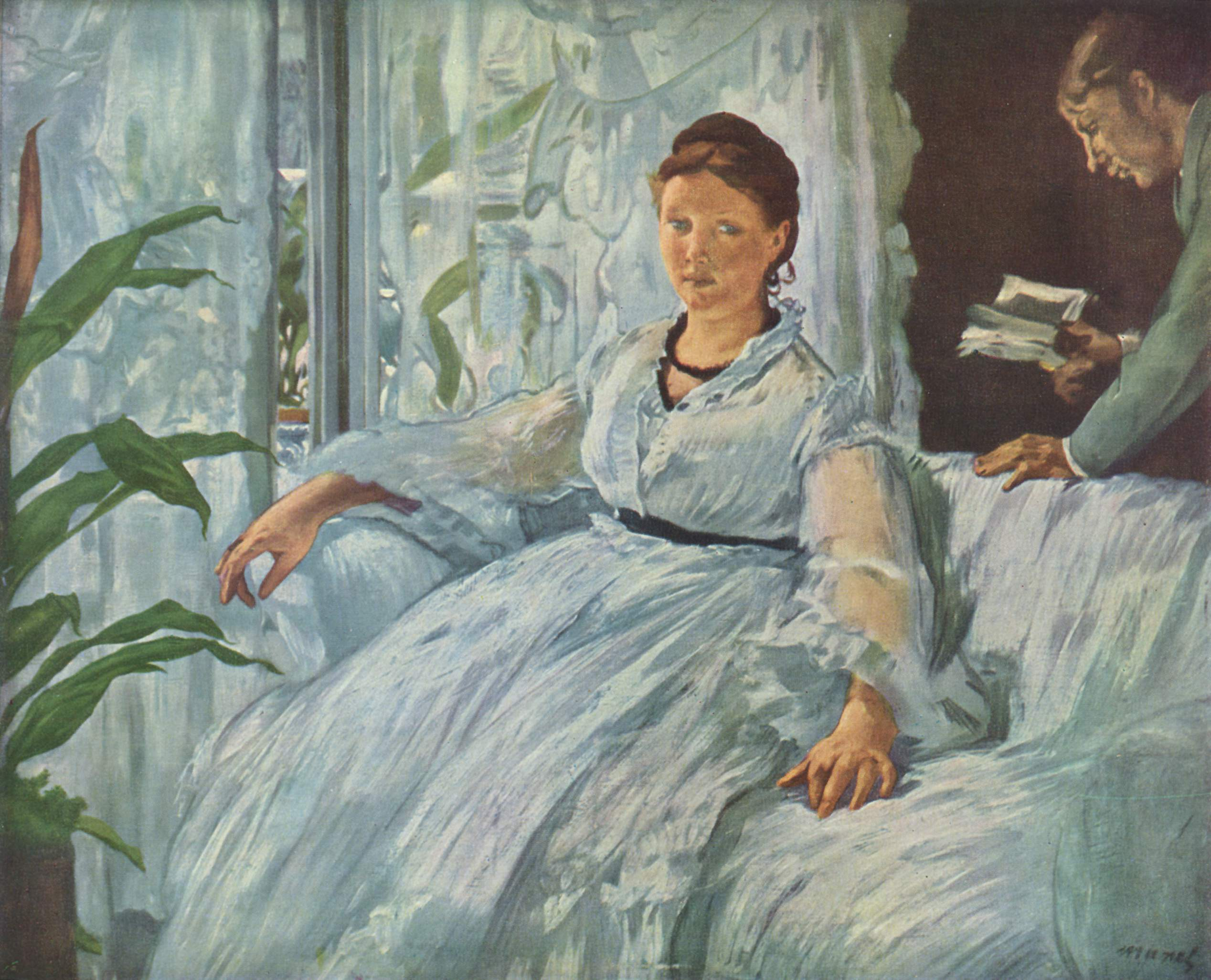
『読書』1868年。
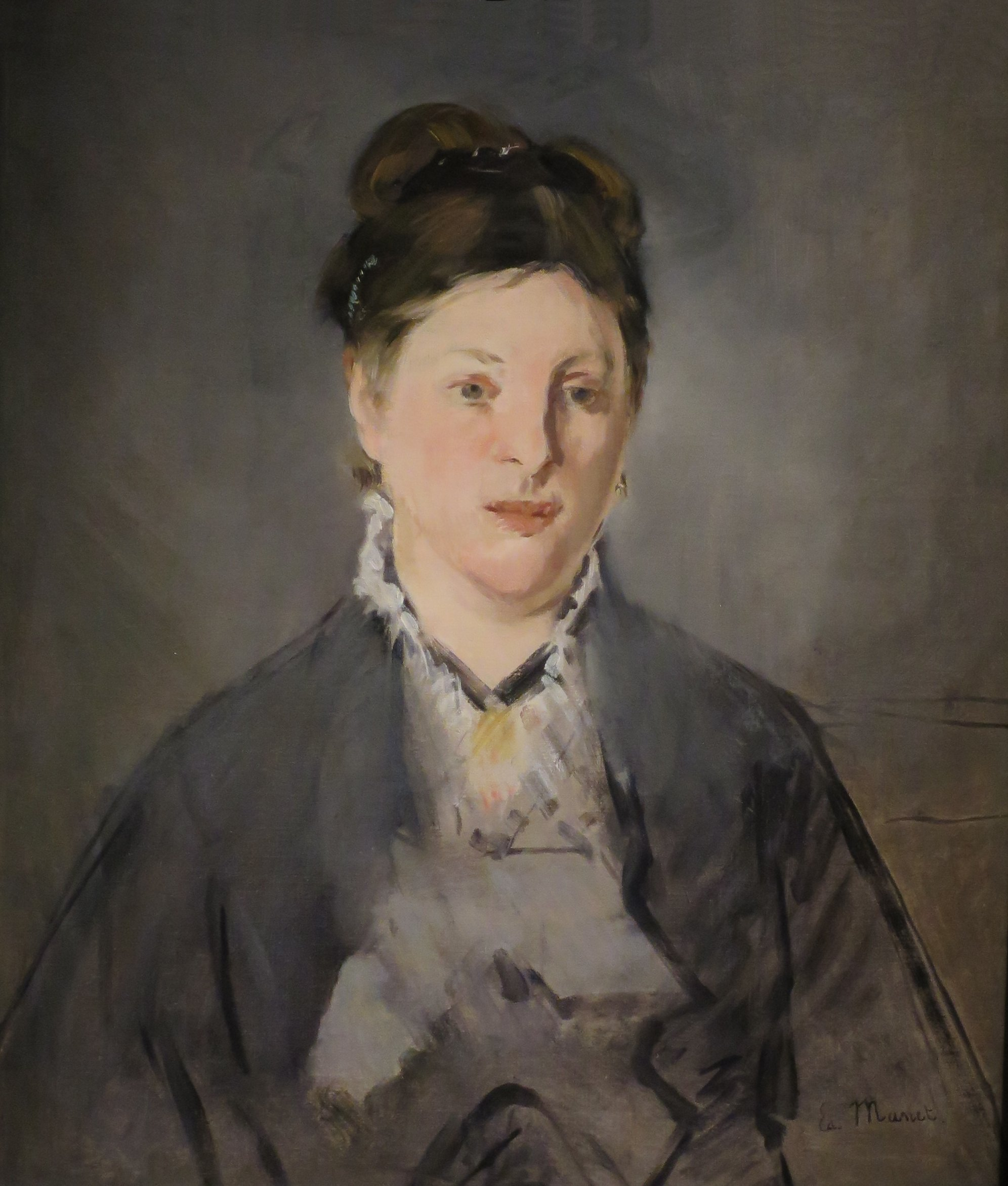
『マネ夫人』1874-76年。ノートン・サイモン美術館。
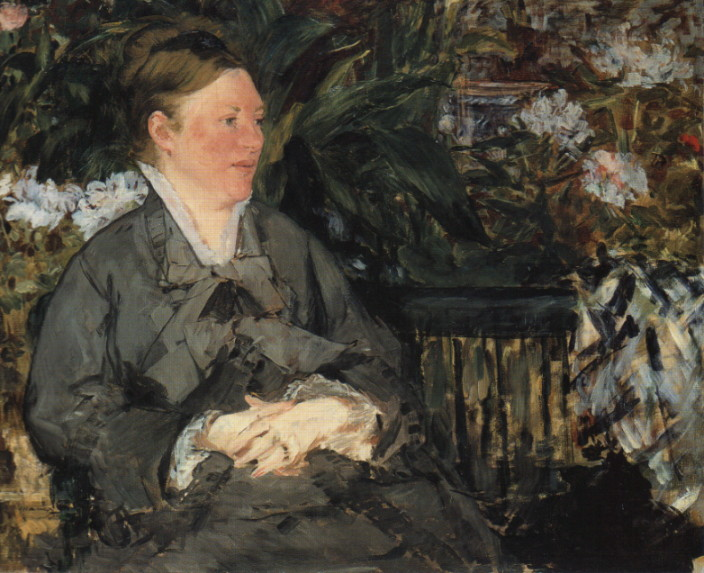
『温室のマネ夫人』1879年。
『青いソファーのマネ夫人』1880年頃。
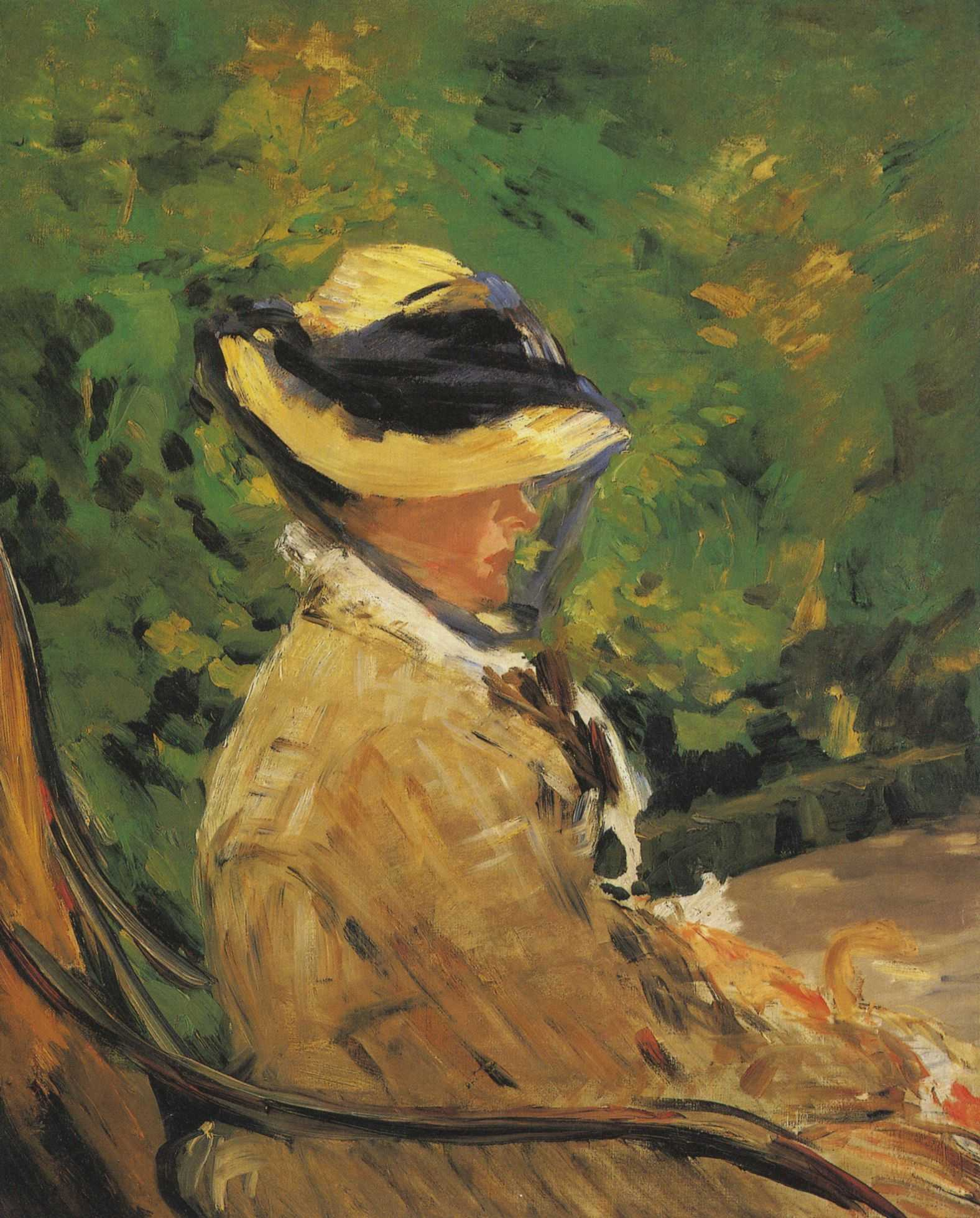
『ベルヴューの庭のマネ夫人』1880年。メトロポリタン美術館。